# Ненчулешти (Телеорман)
Ненчулешти (рум. Nenciulești) насеље је у Румунији у округу Телеорман у општини Ненчулешти. Oпштина се налази на надморској висини од 64 m.

## Становништво
Према подацима из 2002. године у насељу је живело 2105 становника, од којих су сви румунске националности.